# Иоанн Лествичник
Иоа́нн Ле́ствичник (греч. Ἰωάννης τῆς Κλίμακος; 525—595 (605) или 579—649) — христианский богослов, византийский философ, игумен Синайского монастыря. Почитается святым Православной (в лике преподобных, память в 4-е воскресенье Великого поста и 30 марта [12 апреля]) и Католической (память 30 марта) церквями.
Автор крупного богословского произведения, называемого «Лествицей», по которому и получил прозвание «Лествичника».

## Жизнеописание
Родился в Константинополе и получил хорошее образование в юности. В 16 лет переехал в Египет на Синайскую гору и предал себя в повиновение старцу Мартирию. Через четыре года послушания принял монашеский постриг. После смерти старца Мартирия, в послушании у которого Иоанн прожил около девятнадцати лет, святой избрал отшельническую жизнь и провёл ещё сорок лет в пустыне Фола. Впоследствии в возрасте 65 лет Иоанн Лествичник был избран братией игуменом Синайской обители и управлял монастырём четыре года. Святой умер, по данным из некоторых источников, в 649 году в возрасте 70 лет. Местонахождение мощей Иоанна неизвестно.
Однако детали традиционной версии оказываются исторически неправдоподобными. Хитрые риторические фигуры в трудах Иоанна, а также философские формы мышления указывают на солидное академическое образование, которое было привычным для профессии в администрации и праве в его эпоху. Такое обучение не могло быть приобретено на Синае. Кроме того, биографические наблюдения показывают, что он, вероятно, жил у моря, вероятно в Газе, и, по-видимому, занимался там юридической практикой. Только после смерти жены, в возрасте около сорока лет, он вошёл в Синайский монастырь. Эти находки также объясняют горизонт и литературное качество его произведений, которые имеют четкую философскую подоплеку. Таким образом, легенда о его отречении от мира в возрасте шестнадцати лет основана на мотиве изображения его как не затронутого светским образованием, что можно найти в других биографиях святых. Их корни в богословских и философских образовательных традициях намеренно размыты.
Житие Иоанна было составлено спустя несколько лет после его смерти иноком Раифского монастыря Даниилом, его другом и современником. Отрывочные сведения о жизни Иоанна оставил его анонимный ученик, чей рассказ дополняет повествование Даниила, в котором Иоанн называется «новым Моисеем».

## Литературное наследие

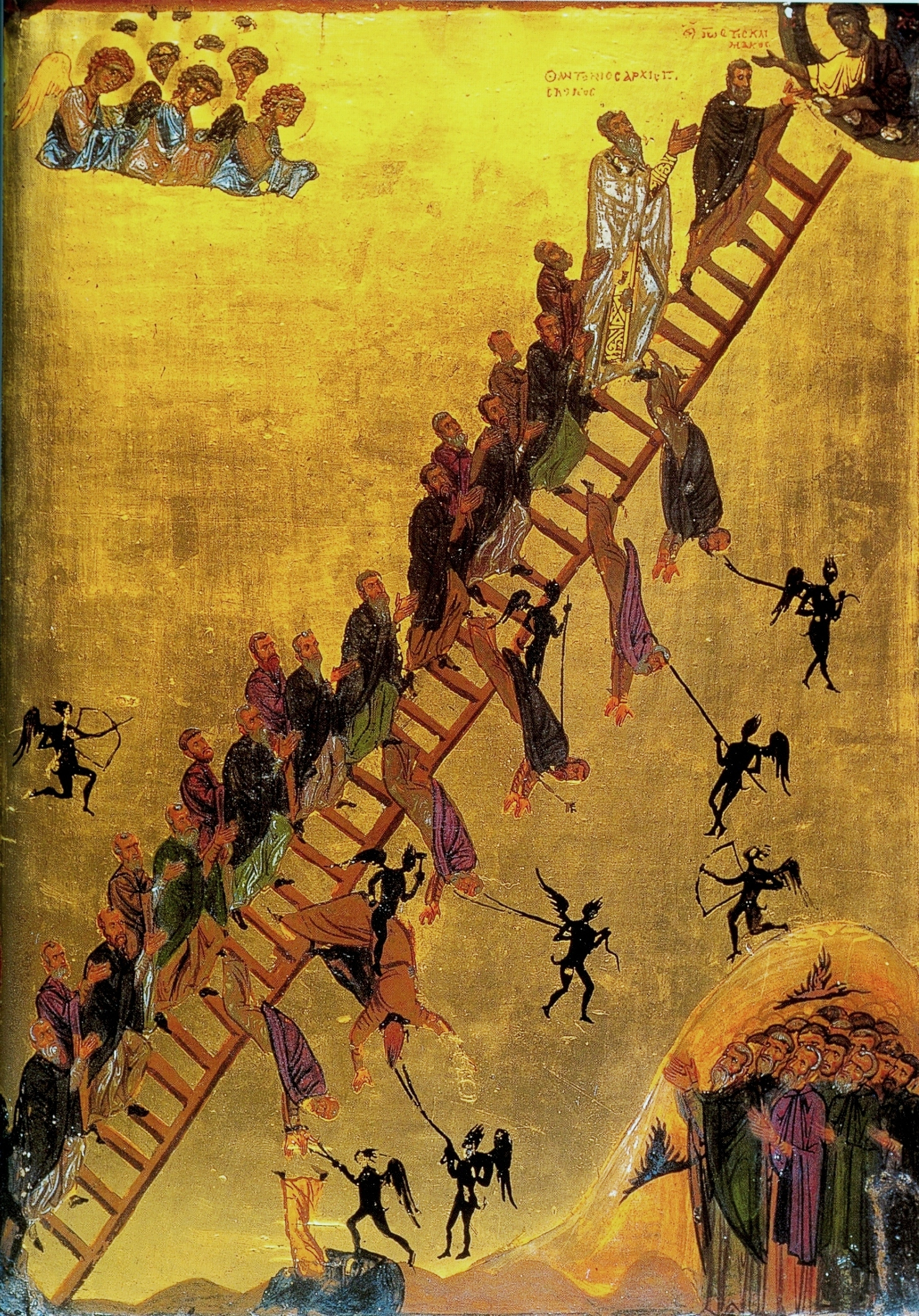
Лествица Иоанна Лествичника
(икона из монастыря Святой Екатерины, XIII век)

Иоанн Лествичник объединил духовные и аскетические традиции египетских монастырей. Он является автором «Лествицы» (от ст.-слав. «лестница») (варианты  названия книги — "Лествица райская", "Скрижали духовные"). Книга написана в середине VI века по просьбе Иоанна, игумена Раифского монастыря:
«Преподай нам невежественным то, что ты видел в боговидении, как древний Моисей, и на той же горе; и изложи это в книге, как на богописанных скрижалях, в назидание новых Израильтян».
Представляет собой руководство к нравственному самосовершенствованию. Образ «Лествицы» заимствован из Библии, где описано видение Лестницы Иакова, по которой восходят и нисходят  ангелы (Быт. 28:12). Сочинение относится к разряду духовной аскетической литературы.
Иоанн написал также книгу «К пастырю» об обязанностях духовных пастырей. Сочинения Иоанна Лествичника включены в 88-й том  собрания патристической литературы «Patrologia Graeca».

## Иконография
Для иконографического облика Иоанна Лествичника характерны такие черты, как худое аскетическое лицо, высокий лоб, иногда с обозначением глубоких складок-морщин и небольшими залысинами, клиновидная борода, обычно доходящая до груди или до пояса, хитон, мантия, схима с куколем на плечах или на голове и аналав, в руках крест, свиток или книга: «…подобием сед, брада доле Власиевы, в схиме, риза преподобническая».